# Jeannette Lambert
Jeannette Lambert (* 15. Juni 1965 in Leiden als Jeannette Schwager) ist eine kanadisch-niederländische Jazzsängerin.

## Leben und Wirken
Lambert wuchs nach ersten Jahren in Neuseeland ab 1969 in Sudbury (Ontario) auf, wo ihr Vater, der Soziologie Walter Schwager (* 1940), an der Universität lehrte. Mit ihrer Mutter Agatha Schwager (1940–2010), einer Künstlerin, zog sie zeitweise nach Toronto. Durch ihren älteren Bruder, den Gitarristen Reg Schwager, wurde sie früh mit Jazzstandards vertraut, die sie mit ihm zusammen interpretierte. Mit neun Jahren begann sie zu singen; erste Auftritte in Cafés hatte sie mit zwölf Jahren.
Lambert studierte Filmproduktion in Toronto. Nach einer punkorientierten Phase, in der sie Lautgedichte vortrug, erhielt sie auf dem Jazz Workshop 1985 in Banff, wo sie in der Cecil Taylor Workshop Band sang, Unterricht von Jay Clayton. Im selben Jahr traf sie den Schlagzeuger Michel Lambert, mit dem sie das Duo Black Fungus gründete, das auch international auf Tournee ging. 1990 heirateten die beiden. Sie hat mehrere Tonträger unter eigenem Namen vorgelegt und arbeitete mit Raoul Björkenheim, Mat Maneri, Herbie Spanier, Bobby Few, Jean-Jacques Avenel sowie Art Johnson. Auf dem Album Unclouded Day (Ayler Records 2006) ihres Mannes interpretiert sie Gedichte der Geschwister Brontë. Auch ist sie auf Aufnahmen von Philip May (Sudbury) zu hören. Ihr Gesang ist nach eigenen Angaben auch durch Fado, Flamenco und die javanesische Jaipong-Musik beeinflusst.

## Diskographische Hinweise
- Lone Jack Pine (Fidelio Audio 2000, mit Barre Phillips, Michel Lambert)
- Bebop for Babies (Rant 2003, mit Reg Schwager, Victor Bateman, Michel Lambert)
- Sand Underwood (Rant 2004, mit Paul Bley, Barre Phillips, Michel Lambert)
- Born to Be Blue (Rant 2011, mit Reg Schwager, Neil Swainson)
- Jeannette Lambert (2024)